# ZA-L-2676
La ZA-L-2676 es una carretera local perteneciente a la Red de Carreteras Locales de la Diputación de Zamora. El inicio de esta carretera está en el punto kilométrico 22,800 de la ZA-125, a la altura del puente del río de Fontirín. Desde allí continúa por la margen izquierda río arriba durante 8 kilómetros. El final de la carretera está en la entrada a la localidad de Vega del Castillo. La longitud de esta carretera es aproximadamente de 8,1 km y transcurre por la comarca de La Carballeda.
Sus principales características son que consta de una sola calzada, con una plataforma de una anchura de 5 metros aproximadamente y sin delimitación central de los carriles. Su limitación de velocidad es de 60 km/h debido a las numerosas curvas y la estrechez de la calzada. Además está presente la peligrosidad de hielo en la calzada, debido a que las carretera atraviesa a lo largo de todo su recorrido zonas umbrías y afectadas por la humedad del río.

## Lugares de paso
Ninguno

## Tramos
| Tramo                      | PK Inicio | PK Final | Longitud | Sección actual |
| -------------------------- | --------- | -------- | -------- | -------------- |
| ZA-125 - Vega del Castillo | 0,000     | 8,100    | 8,100    | ≈ 5/10         |

## Trazado
La carretera empieza en el estribo este del puente sobre el río de Fontirín de la ZA-125. Continúa hacia al noroeste, siguiendo el valle del río con un trazado con numerosas curvas. Finalmente entra en la localidad donde termina.

## Cruces
| ZA-125 - Vega del Castillo | ZA-125 - Vega del Castillo | ZA-125 - Vega del Castillo            | ZA-125 - Vega del Castillo            | ZA-125 - Vega del Castillo                                    | ZA-125 - Vega del Castillo            | ZA-125 - Vega del Castillo   | ZA-125 - Vega del Castillo   | ZA-125 - Vega del Castillo |
| Esquema                    | PK                         | Sentido Vega del Castillo (creciente) | Sentido Vega del Castillo (creciente) | Sentido Vega del Castillo (creciente)                         | Sentido ZA-125 (decreciente)          | Sentido ZA-125 (decreciente) | Sentido ZA-125 (decreciente) | Notas                      |
| Esquema                    | PK                         | Velocidad                             | Elemento                              | Salida                                                        | Salida                                | Elemento                     | Velocidad                    | Notas                      |
| -------------------------- | -------------------------- | ------------------------------------- | ------------------------------------- | ------------------------------------------------------------- | ------------------------------------- | ---------------------------- | ---------------------------- | -------------------------- |
|                            | 0,000                      |                                       |                                       | Inicio de la ZA-L-2676 Dirección: ZA-L-2676 Vega del Castillo | ZA-125 Palacios de Sanabria La Bañeza |                              |                              |                            |
|                            | 0,050                      |                                       | ↑ 8 km ↑                              | COMIENZO TRAMO CURVAS PELIGROSAS                              | FIN TRAMO CURVAS PELIGROSAS           |                              |                              |                            |
|                            | 7,950                      |                                       |                                       | FIN TRAMO CURVAS PELIGROSAS                                   | COMIENZO TRAMO CURVAS PELIGROSAS      | ↑ 8 km ↑                     |                              |                            |
|                            | 8,000                      |                                       |                                       | VEGA DEL CASTILLO                                             | VEGA DEL CASTILLO                     |                              |                              |                            |
|                            | 8,100                      |                                       |                                       | Fin de la ZA-L-2676                                           | Inicio de la ZA-L-2676                |                              |                              |                            |